# オルタ・サン・ジューリオ
オルタ・サン・ジューリオ（イタリア語: Orta San Giulio）は、イタリア共和国ピエモンテ州ノヴァーラ県にある、人口約1,300人の基礎自治体（コムーネ）。
町はオルタ湖 (it:Lago d'Orta) の東岸から突き出した半島に位置しており、湖上にはサン・ジューリオ島 (it:Isola di San Giulio) が浮かぶ。町のそばにはサクロ・モンテがあるため、町と島は礼拝・巡礼の地として知られており、小規模ながら人気のある観光地である。オルタのサクロ・モンテ (it:Sacro Monte di Orta) は、2003年に登録された世界遺産「ピエモンテ州とロンバルディア州のサクリ・モンティ」の一部を構成する。

## 地理

### 位置・広がり
ノヴァーラ県北部に位置するコムーネである。ヴェルバーニアから南西へ約18km、県都ノヴァーラから北北西へ約42km、ミラノから北西へ約70km、州都トリノから北東へ約99kmの距離にある。
| 隣接するコムーネは以下の通り。 - アメーノ - ボルツァーノ・ノヴァレーゼ - ゴッツァーノ - ミアジーノ - ペッラ - ペッテナスコ - サン・マウリーツィオ・ドパーリオ |

### 集落
オルタ・サン・ジューリオの町は、オルタ湖に東岸から突き出た半島の先端に築かれている。半島の南部にある丘にサクロ・モンテが築かれており、半島の西にはサン・ジューリオ島がある。
分離集落レーグロ（Legro）は、半島の根元（東側）にあたる場所に位置しており、鉄道駅もここにある。コルオーニオ（Corconio）はオルタ・サン・ジューリオの町から2kmほど離れた湖岸にある。
- 市街からサン・ジューリオ島を望む
- 町役場
- サクロ・モンテの建物のひとつ

## 歴史

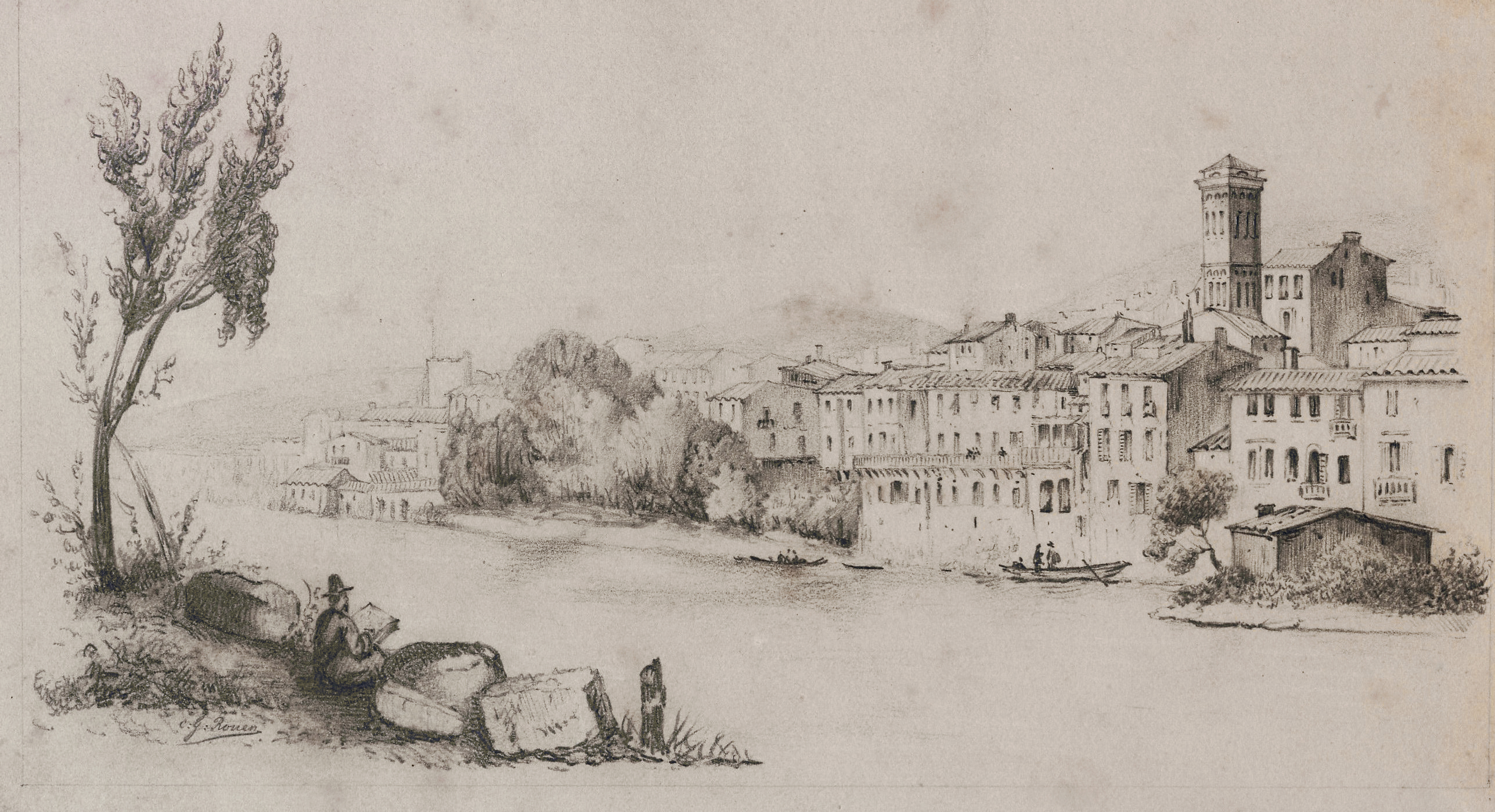
ベルギーの歴史家・軍人Charles Rouenによるオルタのスケッチ（1868年頃）

オルタは、ルー・アンドレアス・ザロメとフリードリヒ・ニーチェの挿話でも知られる。1882年5月、ルーは、ローマで「三角関係」の共同生活をしていた友人のパウル・レーとニーチェ、および彼女の母親とともにドイツへの帰途に就いたのだが、その途中数日間オルタに滞在した。ニーチェとルーは、サクロ・モンテを訪問し、数時間を二人きりで過ごした。ルーはここでニーチェにキスを与えたようである。ニーチェは恋に落ちたが、ルーはこのことを忘れ、またニーチェとの関係を発展させることもなかった。この出来事とその後の人間関係の変化は、ニーチェの苦悶させることとなった。

## 文化・観光
「イタリアの最も美しい村」クラブの加盟コムーネである。
- 町の通り
- Piazza Mario Motta
- 船着場
- サクロ・モンテから島を眺める
- 町の通り
- 町役場の建物

## 交通

### 鉄道
- ノヴァーラ＝ゴッツァーノ＝ドモドッソラ線 (it:Ferrovia Novara-Gozzano-Domodossola) 
  - コルコーニコ＝アメーノ駅 (it:Stazione di Corconio-Ameno)

### 道路
オルタ湖東岸を走るSP229が、北のオメーニャと南のゴッツァーノを結んでいる。